# خوشی (فیلم ۱۹۵۶)
«خوشی» (اسپانیایی: Felicidad‎) یک فیلم است به کارگردانی آلفونسو کورونا بلاکه که در سال ۱۹۵۶ منتشر شد.